# Heinz Buchholz (stenografo)
Heinz Buchholz (Berlino, 14 marzo 1906 – Bonn, 27 aprile 1983) è stato un giurista e letterato tedesco.

## Biografia
Heinz Buchholz nacque a Berlino il 14 marzo 1906. Studiò diritto a Berlino e Breslavia. Contemporaneamente, nel 1925, fu apprendista stenografo presso il Parlamento regionale prussiano, scrivendo 420 sillabe con il sistema Stolze-Schrey. Nel 1938, anche se non era un nazista iscritto al partito, venne assunto come assistente stenografo nell'ufficio stenografico del Reichstag. Dal 1939 al 1942, fu in servizio nella Luftwaffe. Nell'estate del 1942 tornò a Berlino e, dal 24 dicembre, fu in servizio al quartier generale del Führer, nella Prussia Orientale. Seduto all'altra estremità del tavolo, rimase illeso durante l'attentato a Hitler del 20 luglio 1944, quando esplose la bomba del colonnello Stauffenberg, e il suo amico e collega Heinrich Berger fu ucciso. Dopo la fine della guerra, dall'autunno del 1945 al 1947, lavorò presso l'ufficio americano a Dachau. Dal 1947 al 1949, fu stenografo a Berlino Ovest. Dal 1950, lavorò presso l'ufficio stenografico della cancelleria governativa della Repubblica Democratica Tedesca. Nel 1956, si trasferì nella Repubblica Federale Tedesca e divenne stenografo freelance per le trattative del Partito Liberale Democratico. Morì a Bonn il 27 aprile 1983, all'età di 77 anni.

## Vita privata
Suo figlio, Hans-Henning Buchholz (1936-2022), divenne un noto magistrato a Bonn.

## Onorificenze
- Distintivo per feriti (20 luglio 1944)[4]

## Filmografia
- Operazione Valchiria, regia di Bryan Singer (2008).